# Jydepott
Ein Jydepott (eingedeutscht aus dem dänischen Jydepotte), auch Jütepott, Suurpott (plattdeutsch), Taternpott oder Taterntopf bezeichnet unglasierte Grapen (Kochtöpfe) aus schwarzgebranntem Ton, die besonders im südlichen Dänemark und nördlichen Schleswig-Holstein bis in das 19. Jahrhundert seit vielen Jahrhunderten in nahezu unveränderter Form im Gebrauch waren.

## Hintergrund

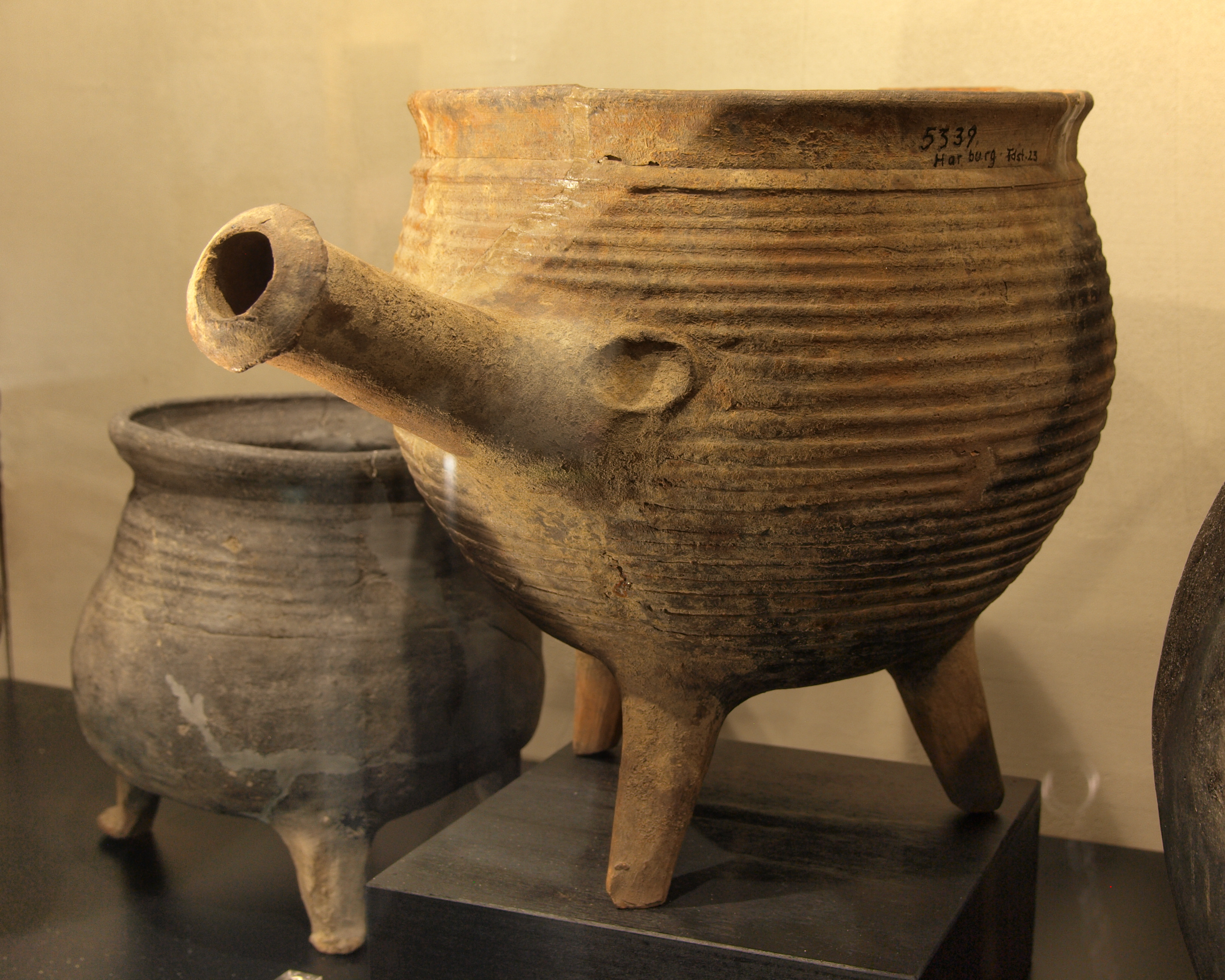
Links ein mittelalterlicher Grapen als Vorläufer der Jydepötte.

Jydepötte bestehen aus unglasierter Keramik, sie wurden aus Ton geformt und reduzierend unter Sauerstoffabschluss gebrannt, was ihnen ihre charakteristische schwarze Farbe verlieh. Gekocht wurde mit den Jydepötten entweder auf dem Feuer einer offenen Herdstelle oder auf Holzherden. Mit dem Verschwinden von Holzherden und dem Aufkommen von Gas- und Elektroherden verloren die Jydepötte ihre Bedeutung als Kochgeschirr. Jydepötte sollen vor allem zum Kochen und Aufbewahren von Schwarzsauer und sauren Fleischgerichten, daher auch der Name Suurpott; geeignet gewesen sein.
Die Schwerpunkte der Verbreitung lagen auf der Halbinsel Jütland und in Schleswig-Holstein, jedoch waren sie, wenn auch seltener, in Regionen weiter südlich verbreitet. In Form und Aufbau gleichen Jydepötte keramischen Kochtöpfen (Grapen) des Mittelalters. Häufig wurden diese Töpfe nicht von Töpfern, sondern unter einfachen Bedingungen von den Hausfrauen selbst hergestellt. Sie wurden nicht auf einer Töpferscheibe, sondern meist frei Hand geformt. Dazu wurde ein Klumpen blauer Ton auf einem auf den Knien liegenden, feuchten Holzbrett ausgeformt. Nach dem Antrocknen wurden Henkel oder Füßchen angebracht und die Oberflächen geglättet. Nach dem endgültigen Trocknen wurden die Gefäße im Grubenbrand oder im Brennofen gebrannt.
Aufgrund ihrer archaischen Erscheinung und ihrer auffallenden Ähnlichkeiten mit historischen Keramikgefäßen weckten Jydepötte Anfang des 19. Jahrhunderts das Interesse von Altertumsforschern. Unter anderem bereiste die Prähistorikerin Johanna Mestorf schleswig-holsteinische Bauernhöfe, um diese Töpfe, die bei den Bauern im täglichen Gebrauch waren, für das Museum zu erwerben. Bei einigen Bauern waren zum Teil antike, mehrere hundert Jahre alte Töpfe im Gebrauch. 1886 berichtete Mestorf von einer Frau Lühmann aus Hindorf (Kreis Süderdithmarschen), die sich je nach Bedarf der Graburnen eines auf ihrem Gartens gelegenen Gräberfeldes bediente und damit auch Nachbarn und Freunde versorgte. Wann immer eine der Frauen um einen „swarten Pott“ bat, nahm Frau Lühmann den Spaten, ging in den Garten und grub einen aus.

## Rezension
Ein Spottgedicht aus den Zeiten des Deutsch-Dänischen Krieges um 1864 nennt die schwarz gebrannten Jydepötte:
Kennst du das Land von Gott veracht,

wo man aus Holz die Schuhe macht,

wo man die schwarzen Töpfe brennt

und wo man Smör die Butter nennt?